# كنيسة مريم المقدسة (تبريز)

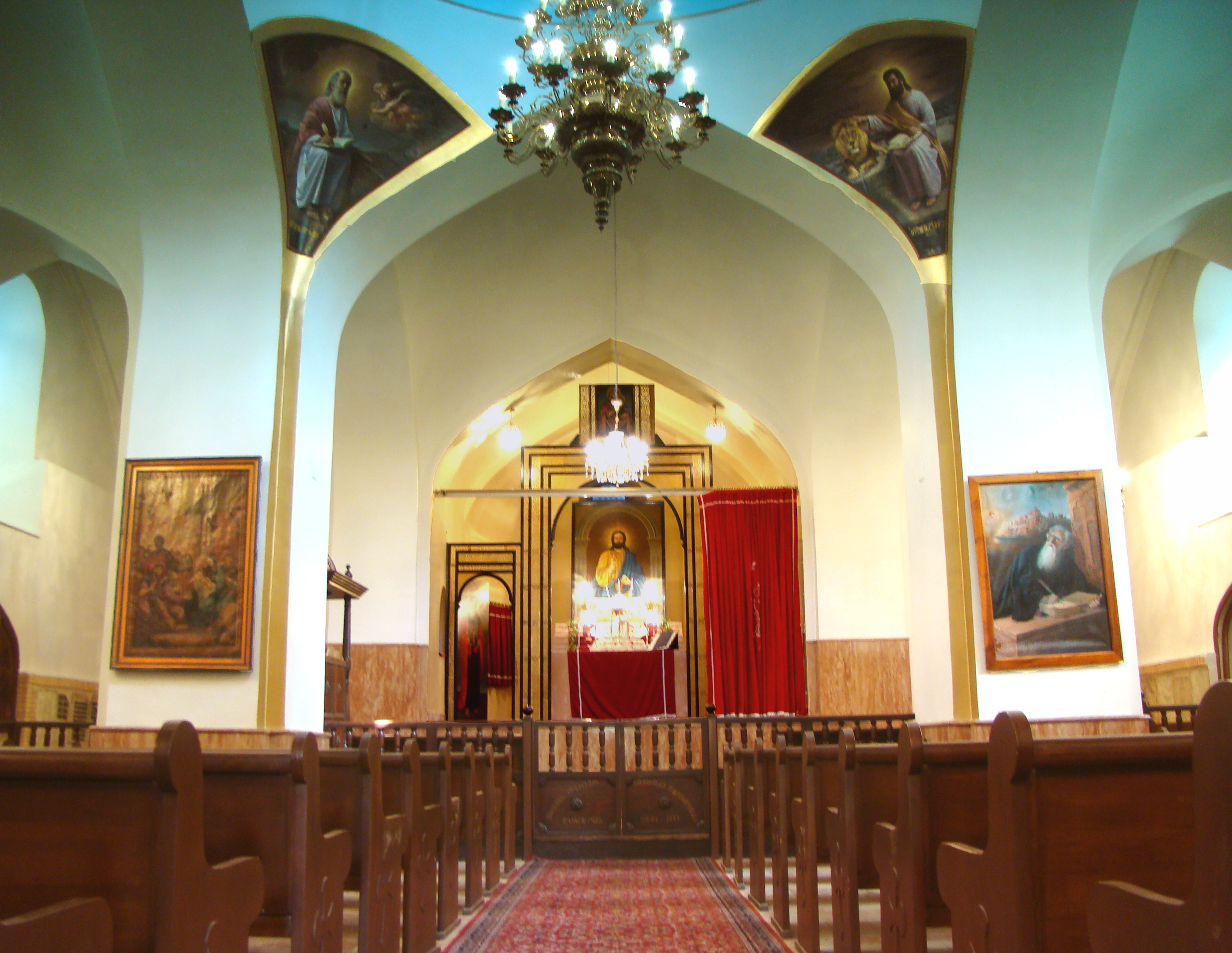
داخل كنيسة مريم العذراء في تبريز.

كنيسة مريم العذراء (بالفارسيّة: کلیسای مریم مقدس) هي كنيسة أرمنيَّة أرثوذكسيَّة تقع في مدينة تبريز إحدى أهم وأبرز المدن في إيران وعاصمة مُحافظة أذربيجان الشرقيَّة. الكنيسة هي أكبر وأقدم كنيسة مسيحية في تبريز ومركز للاحتفالات الوطنية والدينية الأرمنية في المدينة. وتقع الكنيسة في حي الديك باشي.
أغلب أتباع المسيحيَّة في المدينة أرمن وآشوريين ويتبعون الكنيسة الأرمنيَّة الأرثوذكسيَّة وكنيسة المشرق الآشوريَّة. يُشكّلُ الأرمن والآشوريين أقليَّة قليلة العدد في تبريز على الرغم من أنّهم من أقدم الجماعات والطوائف التي قطنت المنطقة، ومع أنَّ أعدادهم شهدت زيادةً ملحوظة عِقب المذابح التي طالتهم أواخر العهد العثماني وأرغمت قسم كبير منهم على النزوح إلى أذربيجان.
بنيت الكنيسة في القرن الثاني عشر وذكرت في سجلات سفر ماركو بولو، المسافر الشهير من مدينة البندقية الشهير الذي عاش في القرن الرابع عشر، وأشار إلى هذه الكنيسة في طريقه إلى الصين.